# The Flame Within
The Flame Within – drugi studyjny album zespołu Stream of Passion, wydany 27 maja 2009 roku nakładem Napalm Records. Jest to pierwszy album zespołu po odejściu z zespołu założyciela, Arjena Lucassena.

## Lista utworów
1. „The Art Of Loss” – 3:57
2. „In The End” – 4:01
3. „Now Or Never” – 4:13
4. „When You Hurt Me The Most” – 4:46
5. „Run Away” – 4:16
6. „Games We Play” – 4:02
7. „This Endless Night” – 4:20
8. „My Leader” – 4:53
9. „Burn My Pain” – 4:18
10. „Let Me In” – 3:32
11. „Street Spirit” – 5:52 (cover Radiohead)
12. „A Part Of You” – 4:48
13. „All I Know” – 2:12
14. „Far And Apart” – 4:12 (utwór dodatkowy)

## Twórcy
- Marcela Bovio – śpiew, skrzypce
- Stephan Schultz – gitara prowadząca
- Eric Hazebroek – gitara
- Jeffrey Revet – pianino, keyboard
- Johan van Stratum – gitara basowa
- Davy Mickers – perkusja